# Rocky Ford (Georgia)
Rocky Ford es un pueblo ubicado en el condado de Screven en el estado estadounidense de Georgia. En el censo de 2000, su población era de 186.

## Demografía
En el 2000 la renta per cápita promedia del hogar era de $25,000, y el ingreso promedio para una familia era de $28,750. El ingreso per cápita para la localidad era de $12,989. Los hombres tenían un ingreso per cápita de $28,125 contra $21,719 para las mujeres.

## Geografía
Rocky Ford se encuentra ubicado en las coordenadas 32°39′51″N 81°49′42″O / 32.66417, -81.82833 (32.664231, -81.828224).
Según la Oficina del Censo, la localidad tiene un área total de 3,2 km² (1,2 mi²), de la cual 3,1 km² (1,2 mi²) es tierra y 0,1 km² (0 mi²) (9.00%) es agua.